# Naultinus manukanus
Espèce
Synonymes
- Heteropholis manukanus McCann, 1955

Statut de conservation UICN

 EN  : En danger
Statut CITES
Naultinus manukanus est une espèce de geckos de la famille des Diplodactylidae.

## Répartition

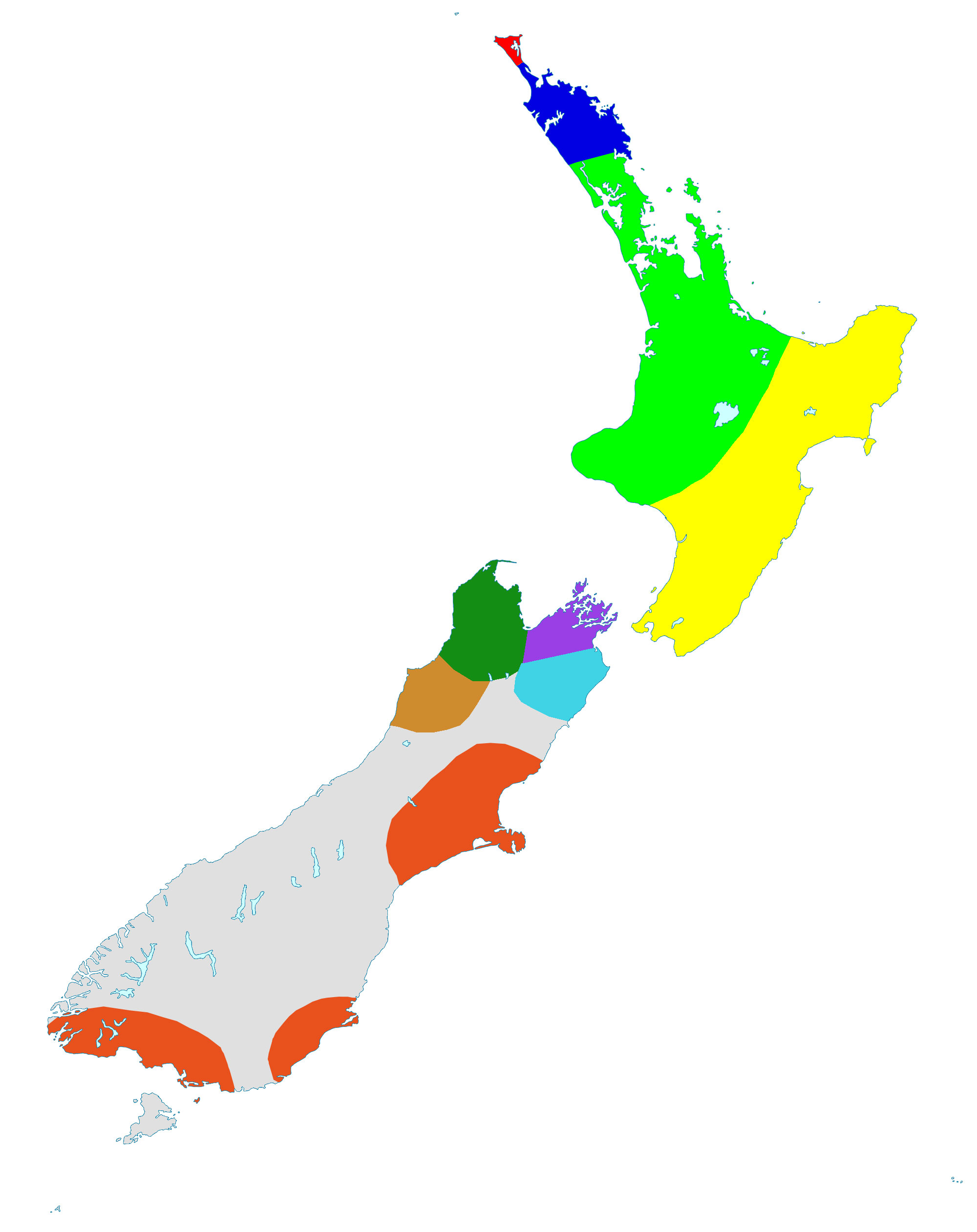
Distribution de Naultinus manukanus en violet.

Cette espèce est endémique de Nouvelle-Zélande. Elle se rencontre dans le nord de l'île du Sud.

## Publication originale
- (en) McCann, 1955 : The lizards of New Zealand. Gekkonidae and Scincidae. Dominion Museum Bulletin, n. 17, p. 1-127.